# まん研
『まん研』（まんけん）とは、うおなてれぴんによる日本の4コマ漫画作品。芳文社の月刊雑誌『まんがタイムきららMAX』にて2006年9月号から2009年11月号まで連載された。

## 作品概要
とある女子高の部活動「第2まん研」に所属する3人の女子高生たちが、漫画・同人・コスプレなどをネタとして賑やかに活動する姿を描く、4コマ漫画作品。

## 主な登場人物

### 第2まん研
間宮 咲（まみや さき）
第2まん研平部員。貧乳。
コスプレをさせられる、Hな同人誌を読まされるなど、しいなとレイコに振り回される毎日。
だが徐々に慣れつつあり、自分でも驚いている。
桜井 しいな（さくらい しいな）
第2まん研部長。眼鏡デコ。
百合趣味があり、咲を相手に百合妄想に入ることもしばしば。
実は成績は校内トップであり、普通の歴史小説なども読む。
柏木 レイコ（かしわぎ レイコ）
第2まん研副部長。巨乳。
モデルの仕事をしている。たびたび自分の美貌をアピールするなど、ナルシストの気がある。
趣味はBL。
しいなとは対照的に、勉強は全くの苦手。
琴園 美緒（ことぞの みお）
第2まん研の顧問を務める、国語教師。巨乳で眼鏡。
同人関連の知識は皆無であり、部活動はしいな達に任せている。
友里先生とは高校からの親友で、現在もたびたび一緒に食事に行く仲。曰く、「彼女みたいな物」。

### 第1漫研
桑田 久美子（くわた くみこ）
第1漫研部長。ツインテール。ツンデレの気がある。
しいな・レイコとは1年生の時からの同級生。あだ名は「くーちゃん」。
元々しいなとレイコを誘って漫研を設立したが、2人が他の部員を汚染していくのに閉口して部を分離。
部活動は健全であるべきという建前とは裏腹に、実際はエロパロ同人などもしっかりチェックする隠れオタク。
だが、しいなとレイコには既にバレており、同人ネタなどを振られてからかわれることもしばしば。
大沢 永子（おおさわ えいこ）
咲の友人で第1漫研部員。
しばしば香澄と一緒に同人イベントに行き、コスプレをしている。
咲のオタク化に気づいており、ツッコミを入れることも。
橋本 香澄（はしもと かすみ）
咲の友人で第1漫研部員。
身長が高く髪が短いため、男性キャラのコスプレをすることが多い。レイコに男性と見間違われたことが示唆されている。
カラオケの席では、素直になれない久美子にさりげなく心配りをすることも。
友里 貴子（ともさと たかこ）
第1漫研の顧問を務める、数学教師。普段はジャージを着用している。
学生時代から始まり、現在も現役のオタク。
しいなや琴園先生に、過去の同人の苦労話を語ることがある。

## 書誌情報等

### 単行本
- うおなてれぴん 『まん研』 芳文社〈まんがタイムKRコミックス〉、全3巻
  1. 2008年10月27日発売、ISBN 978-4-8322-7744-1
  2. 2009年4月27日発売、ISBN 978-4-8322-7801-1
  3. 2009年10月27日発売、ISBN 978-4-8322-7852-3